# Theodore Roosevelt jr.
Theodore Roosevelt jr. (13 november 1887 - 12 juli 1944) was een Amerikaans generaal. Hij vocht in beide wereldoorlogen.
Tijdens de slag om Normandië leidde hij de Amerikaanse 4e Infanteriedivisie op Utah Beach. Hij heeft daarvoor een Medal of Honor gekregen. Roosevelt overleed in Frankrijk aan een hartinfarct.

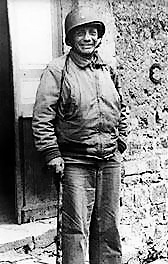
Theodore Roosevelt jr. als brigadegeneraal in de Tweede Wereldoorlog; zijn ernstige artritis dwong hem om een stok te gebruiken.

Hij was de zoon van Theodore Roosevelt, de president van de Verenigde Staten tussen 1901 en 1909.

## Decoraties
- Medal of Honor op 28 september 1944[2]
- Distinguished Service Cross (United States)[2]
- Army Distinguished Service Medal[2]
- Silver Star (3x)[2]
- Purple Heart[2]
- Officier of the Legion of Honor op 16 maart 1919[2]
- Croix de guerre 1939–1945 (France)